# Хуан Себастиан Верон
Хуан Себастиан Верон (на испански: Juan Sebastián Verón) е бивш аржентински футболист, играл в редица отбори от Аржентина, Италия и Англия.
Роден е на 9 март 1975 г. в Ла Плата. Започва да тренира футбол в Естудиантес, преминава през аржентинския гранд Бока Хуниорс. През 1996 продължава кариерата си в Европа. В Италия носи екипите на четири клуба от Серия А (печели „Скудетото“ с Лацио и Интер, както и Купата на УЕФА с Парма), и в Англия се състезава за отборите на Манчестър Юнайтед и Челси. През 2006 г. Верон се завръща в Аржентина, където облича екипа на родния Естудиантес и е негов капитан.
През март 2004 г. е назован от Пеле за един от „най-великите 125 живи футболисти в света“ в чест на стогодишнината от създаването на ФИФА. В родината му го наричат „Малката вещица“ (La Brujita) – прякор, наследен от баща му Хуан Рамон Верон, известен като „Вещицата“ (La Bruja), който също е футболист и легенда на Естудиантес. Избран е за футболист № 1 на Южна Америка за 2008 година.

## Състезателна кариера
Хуан Себастиан Верон е първородният син на бившия нападател на Аржентина Хуан Рамон Верон, отбелязал един от головете за неговия Естудиантес при спечелването на Междуконтиненталната купа срещу Манчестър Юнайтед през 1968 г. След победа с 1:0 в Аржентина, Верон-старши бележи на Олд Трафорд за крайното 1:1.
През 1993 г. младия Хуан тръгва по стъпките на своя баща и също подписва с Естудиантес. През 1995 година има огромна заслуга за спечелената промоция и завръщане на клуба обратно в елита на Аржентина.
През 1996 г. се присъединява към Бока Хуниорс. С екипа на „Бокенсес“ изиграва едва 17 срещи, в които отбелязва три гола, тъй като вече е влязъл в полезрението на европейските грандове. В същата година Свен-Йоран Ериксон го привлича в състава на Сампдория.
След края на Световното първенство през 1998, на което участва с „гаучосите“, той подписва с отбора на Парма за 15 милиона паунда. На следващата година Парма печели Купата на Италия и Купата на УЕФА. Ериксон отново го взима при себе си, този път в Лацио. Сделката е за 18,1 милиона паунда, а седмичната заплата на аржентинеца е 48 хил. паунда. Прави дебюта си за Лацио при победа с 1:0 над Манчестър Юнайтед в мач за Суперкупата на УЕФА, игран в Монако.
През 2000 г. Верон е с основна заслуга за спечеления от Лацио „требъл“ (Скудетото, Купата и Суперкупата на Италия). През февруари 2001 година избухва скандал за валидността на италианския му паспорт, при който аржентинецът е изправен пред угрозата да влезне в затвора за срок от две години. Това е причината на 12 юли да напусне Лацио и да приеме офертата на Манчестър Юнайтед на стойност 28,1 милиона паунда за срок от пет години. Това е най-скъпият трансфер в английския футбол по това време. В началото на втория му сезон на Олд Трафорд, Верон е подложен на огромен натиск, въпреки доброто му представяне в турнира от Шампионската лига, където отбелязва четири гола и е в основата на успехите на Юнайтед в груповата фаза. След края на сезона преминава на Стамфорд Бридж, за да подсили новосформирания „галактически“ отбор на Челси, воден от Клаудио Раниери. Аржентинецът е една от първите придобивки по време на ерата Абрамович.
Прави отличен дебют с Челси, като отбелязва гол за победата с 2:1 над Ливърпул, но към края на сезон 2003/04 изпада в немилост и записва само 14 изяви за отбора.
Британският вестник „Таймс“ определя трансферите на Верон в Манчестър Юнайтед и Челси сред 50-те най-лоши трансфери на века в историята на Английската висша лига.
Паричните преводи, направени за трансферите на Хуан Себастиан Верон, го правят най-скъпият футболист в историята на Премиършип с обща стойност от 77 милиона паунда. Надминат е от трансфера на Никола Анелка в Челси през 2008 г., с общо 85 млн. паунда.
През 2004 новият старши треньор на Интер Роберто Манчини го взима под наем за сезон 2004/05, а впоследствие от 24 юни 2005 г. за още два сезона. С Интер печели Купата на Италия през 2005 и 2006 г., а също и шампионската титла на Серия А за 2006, след скандала с отнетата титла на Ювентус.
В средата на 2006 г. Верон изявява желание да се завърне в Аржентина за сезон 2006/07. Получава оферти от Бока Хуниорс и Ривър Плейт, но избира да облече екипа на отбора, открил го за големия футбол – Естудиантес Ла Плата. От Челси се съгласявят да го пуснат под наем до края на сезона, когато изтича и договорът му с английския клуб. На 13 декември 2006 г. Хуан Себастиан Верон триумфира с титлата в Апертура, а Естудиантес печели шампионата за първи път от 23 години, като в заключителния плейоф побеждава тима на Бока Хуниорс.
През юли 2007 г. лично президентът на клуба от Мейджър Сокър Лийг – ДС Юнайтед Кевин Пейн се среща с Верон в Буенос Айрес, за да обсъдят евентуален негов трансфер, но Верон отказва огромната заплата и решава да остане в Естудиантес.

## Национален отбор
Прави дебют за Аржентина през 1996 г. в мач срещу Полша. С „гаучосите“ участва на Световното първенство през 1998 във Франция, но на 1/4-финала отпадат с 1:2 от Нидерландия. Взима участие и на Световното първенство през 2002 в Корея и Япония, където Аржентина се класира трета в груповата фаза след отборите на Швеция и Англия и отпада от турнира.
На 28 февруари 2007, след добрите изяви в Естудиантес, новият национален селекционер Алфио Базиле вика Верон отново в националния отбор за участие в турнира Копа Америка. Хуан Себастиан Верон взима участие във всички срещи като достига до финала, но там Аржентина отстъпва на Бразилия с 0:3. Участва на Световното първенство по футбол в ЮАР през 2010 под ръководството на Диего Марадона, в първия мач от груповата фаза срещу Нигерия (1:0) играе 76 минути.

## Инцидент
В началото на 2004 година престъпник напада с мачете семейството на Верон, като се промъква в жилището на футболиста в Лондон и заплашва него, жена му и двете им деца. Крадецът отмъква със себе си бижута, часовници и мобилни телефони на обща стойност между 108 и 126 хил. долара, но е заловен от полицията и е осъден на доживотен затвор.

## Успехи
Серия А (2)
- Лацио 1999/2000
- Интер 2005/06

Купа на Италия (4)
- Парма 1998/99
- Лацио 1999/2000
- Интер 2004/05, 2005/06

Суперкупа на Италия (3)
- Парма – 1999
- Лацио – 2000
- Интер – 2005

Английска висша лига (1)
- Манчестър Юнайтед – 2002/03

Примера дивисион Аржентина (1)
- Естудиантес – Апертура 2006

Копа Либертадорес (1) – 2009
Купа на УЕФА (1)
- Парма 1998/99

Суперкупа на УЕФА (1)
- Лацио – 1999

Футболист № 1 на Южна Америка – 2008